# Дік Шнейдер
Дерк «Дік» Шнейдер (нід. Derk "Dick" Schneider, 21 березня 1948, Девентер — 27 липня 2025) — нідерландський футболіст, що грав на позиції захисника, зокрема за «Гоу Егед Іглз», «Феєнорд», а також національну збірну Нідерландів.

## Клубна кар'єра
Народився 21 березня 1948 року в місті Девентер. Вихованець юнацьких команд футбольних клубів «ДВВ Салландія» та «Гоу Егед Іглз».
У дорослому футболі дебютував 1965 року виступами за головну команду останнього клубу, в якій провів п'ять сезонів, взявши участь у 108 матчах чемпіонату.
Своєю грою привернув увагу представників тренерського штабу «Феєнорда», до складу якого приєднався 1970 року. Відіграв за команду з Роттердама наступні вісім сезонів своєї ігрової кар'єри. Більшість часу, проведеного у складі «Феєнорда», був основним гравцем захисту команди. За цей час двічі ставав чемпіоном Нідерландів, виборов титул володаря Кубка УЄФА в сезоні 1973/74.
1978 року повернувся до «Гоу Егед Іглз», кольори якого захищав до 1983 року з перервою на сезон 1981/82, у якому захищав кольори «Вітесса».
Завершував ігрову кар'єру у друголіговому «Вагенінгені», за який виступав протягом 1983—1984 років.

## Виступи за збірну
1972 року дебютував в офіційних матчах у складі національної збірної Нідерландів.
Протягом трирічної кар'єри у національній команді провів у її формі 11 матчів, забивши 2 голи.

## Статистика виступів

### Статистика виступів за збірну
| Дата       | Місто     | Господарі      | Результат | Гості      | Турнір            | Голи | Примітки |
| ---------- | --------- | -------------- | --------- | ---------- | ----------------- | ---- | -------- |
| 3-5-1972   | Роттердам | Нідерланди     | 3 – 0     | Перу       | товариський матч  | 1    |          |
| 30-8-1972  | Прага     | Чехословаччина | 1 – 2     | Нідерланди | товариський матч  | -    |          |
| 1-11-1972  | Роттердам | Нідерланди     | 9 – 0     | Норвегія   | Відбір до ЧС 1974 | -    |          |
| 28-3-1973  | Відень    | Австрія        | 1 – 0     | Нідерланди | товариський матч  | -    |          |
| 2-5-1973   | Амстердам | Нідерланди     | 3 – 2     | Іспанія    | товариський матч  | -    | 57'      |
| 22-8-1973  | Амстердам | Нідерланди     | 5 – 0     | Ісландія   | Відбір до ЧС 1974 | -    | 32'      |
| 29-8-1973  | Девентер  | Ісландія       | 1 – 8     | Нідерланди | Відбір до ЧС 1974 | 1    |          |
| 12-9-1973  | Осло      | Норвегія       | 1 – 2     | Нідерланди | Відбір до ЧС 1974 | -    |          |
| 10-10-1973 | Роттердам | Нідерланди     | 1 – 1     | Польща     | товариський матч  | -    |          |
| 4-9-1974   | Стокгольм | Швеція         | 1 – 5     | Нідерланди | товариський матч  | -    |          |
| 9-10-1974  | Роттердам | Нідерланди     | 1 – 0     | Швейцарія  | товариський матч  | -    | 47'      |
| Усього     |           | Матчів         | 11        |            | Голів             | 2    |          |

## Титули і досягнення
- Володар Кубка УЄФА (1):

«Феєнорд»: 1973-1974
- Чемпіон Нідерландів (2):

«Феєнорд»: 1970-1971, 1973-1974